# أعمال القمع الستالينية في أذربيجان

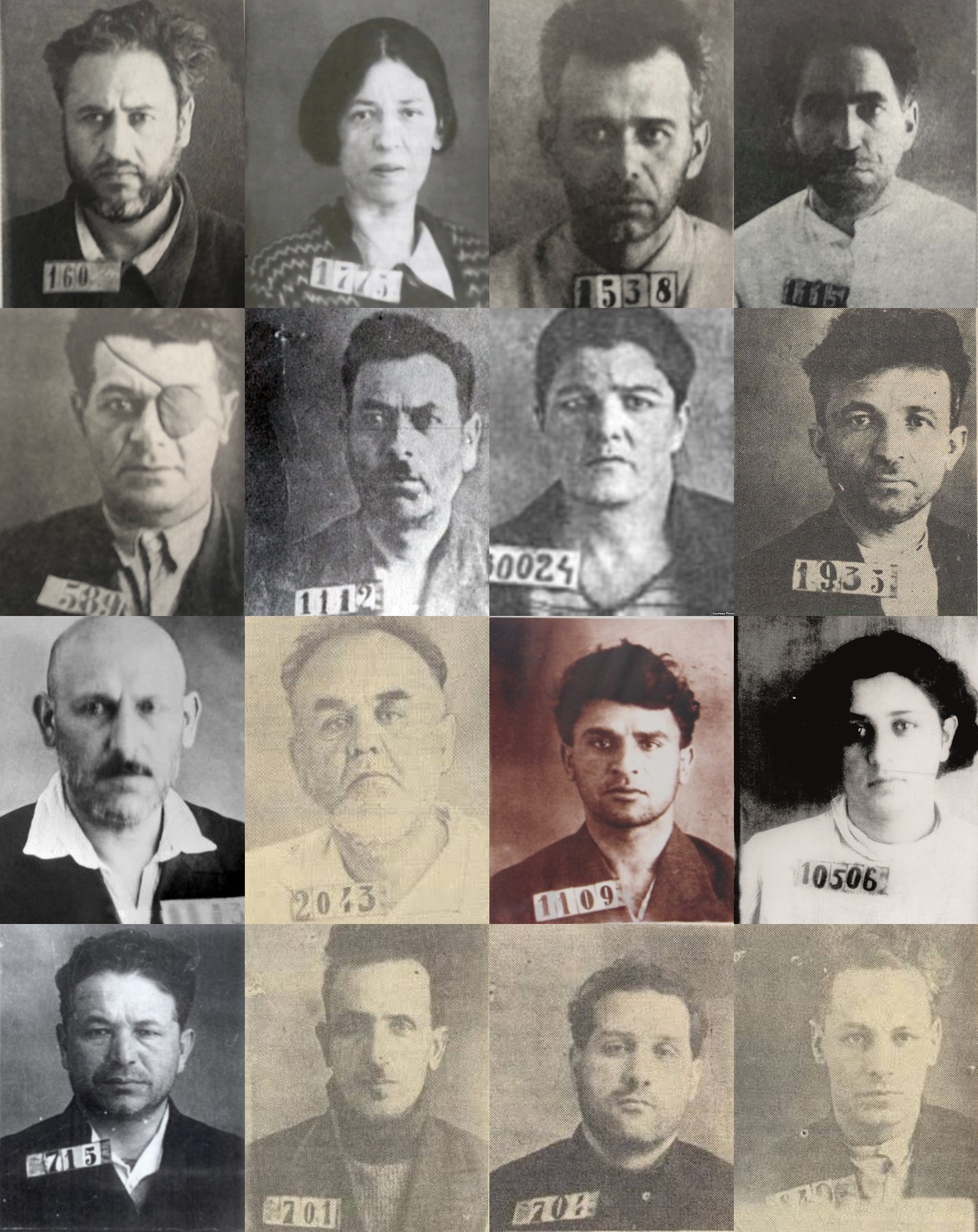
ضحايا من أذربيجان لأعمال القمع الستالينية

كانت أعمال القمع الستالينية قمعًا نفذ من قبل جمهورية أذربيجان الاشتراكية السوفيتية منذ أواخر العشرينيات من القرن العشرين حتى أوائل الخمسينيات من القرن نفسه ترك تأثيرًا لا على كبار القادة في أذربيجان، بل أيضًا على رجال الدين والمثقفين والفلاحين الأثرياء وكامل سكان أذربيجان. تضمنت أعمال القمع إطلاق الرصاص والاعتقال والإرسال إلى معسكرات الأشغال وترحيل السكان إلى أقاليم أخرى من الاتحاد السوفيتي. وتعرض للاضطهاد من يشتبه بمشاركتهم في أنشطة مضادة للثورة والتجسس والبروباغاندا المناهضة للسوفيت أو إعاقة تأميم ممتلكاتهم.
بلغت أعمال القمع ذروتها خلال التطهير الكبير الذي نفذ من قبل المفوضية الشعبية للشؤون الداخلية تحت توجيهات السلطات العليا. تزامنت هذه الفترة مع قيادة مير جعفر باغيروف، الذي حكم أذربيجان ل 20 عامًا. في الأدب السوفيتي، عادة ما يذكر اسمه عند الحديث عن أعمال القمع الجماعية التي وقعت في الثلاثينيات من القرن العشرين، إذ كان باغيروف المحرض الرئيسي لأعمال القمع التي شهدتها الجمهورية في عامي 1937 و1938. إلا أن الأدب المكتوب خلال البيريسترويكا وبعدها لم يحدد بوضوح بعد مدى مسؤولية باغيروف عن هذه الأحداث. أشار العالم السياسي السويدي سفانتي كورنيل إلى باغيروف على أنه «ستالين أذربيجان»، في حين أطلق عليه الفيلسوف والمؤرخ الروسي ديميتري فورمانوف وصف «بيريا الأذربيجاني».

## الأحداث قبل أعمال القمع
يمكن اقتفاء جذور أعمال القمع إلى فترة صعود ستالين إلى السلطة وبداية حكمه للبلاد بمفرده. أفضت البيئة الحزبية المعقدة والصعوبات السياسية والاجتماعية والاقتصادية التي شهدها النصف الأول من القرن العشرين إلى اتهامات للأفراد بالتروتسكية والقومية والأعمال العدوانية والتجسس وتهم أخرى. كان الأساس الأيديولوجي الرسمي لأعمال القمع الستالينية مفهوم «تقوية الصراع داخل الطبقات المرتبط بغاية بناء الاشتراكية» الذي صيغ من قبل ستالين خلال جلسة اللجنة المركزية للحزب الشيوعي السوفيتي التي عقدت في شهر يوليو من عام 1928.
إلا أن ثمة وجهات نظر متباينة حول أسباب التطهير الكبير. فمثلًا عبرت العضوة القديمة في الحزب نيمتسوفا، الناجية من معسكرات ستالين، عن آرائها في مقابلة أجرتها في العام 1998 مع مجلة أوغونيوك. وكانت نيمتسوفا على قناعة بأن أعمال القمع في عامي 1937 و1938 كانت تدار من قبل الحركة البيضاء والحرس الذين تغلغلوا ضمن صفوف المفوضية الشعبية للشؤون الداخلية في موسكو ولينينغراد.

## صعود ستالين إلى السلطة
منذ تأسيسه، شهد الجناح البلشفي من الديمقراطيين الاشتراكيين الروس صراعات داخلية شبه دائمة. إلا أن السبب لصراع البلاشفة الحاد خلال الثورة وتفوقهم في الحرب الأهلية كان تضامنهم الداخلي وتوحدهم بصرامة ضمن منظمة تمركزت حول قائد كاريزمي مثل لينين. خلافًا للحزب الاشتراكي الثوري، الذي انشق إلى فصائل مع نهاية العام 1917، والمناشفة، الذين انقسموا إلى فصائل كانت تتنافس مع بعضها تقريبًا حتى اندلاع الثورة، تمكن البلاشفة من الحفاظ على وحدتهم على الرغم من خلافات عديدة.
مع نهاية الحرب الأهلية، تغير المشهد السياسي بصورة جذرية. فقد أصبح الحزب التنظيم السياسي القانوني الوحيد في مناطق جمهورية روسيا الاتحادية الاشتراكية السوفيتية وجمهورية ما وراء القوقاز الاشتراكية السوفيتية وجمهورية أوكرانيا الاشتراكية السوفيتية وجمهورية بيلاروسيا الاشتراكية السوفيتية التي اتحدت في عام 1922 لتشكل الاتحاد السوفيتي. وبدأ أعضاء الأحزاب السابقة بالانضمام إلى صفوف الحزب، وكان ربع الممثلين في المؤتمر ال 20 آتين من أحزاب أخرى، ومن المناشفة بصورة رئيسية. بعد وفاة لينين، أفضى نداء لينين إلى تزايد كبير في عضوية الحزب، من بينهم أولئك الذين لم يكونوا يشاركون البلاشفة أفكارهم، إلا أنهم انضموا إلى الحزب من أجل الترقي المهني.
زاد مرض لينين من حدة الصراع بين الفصائل داخل الحزب الشيوعي. إذ كان هناك على مستوى القمة صراع مرير على الخلافة. ضمن المكتب السياسي، شكل جوزيف ستالين وجريجوري زنوفييف وليف كامينيف «ترويكا» ضد ليون تروتسكي. وبعد هزيمة تروتسكي، انقلب ستالين على حلفائه السابقين في الترويكا. وفي عام 1926، انضم تروتسكي، الذي رفض نظرية ستالين حول انتصار الاشتراكية في بلد واحد، إلى جريجوري زنوفييف وليف كامينيف لتشكيل معارضة موحدة. في عام 1927، وقعت أحداث عديدة أفضت إلى بداية أعمال القمع الستالينية. ففي شهر مايو، قطعت إنجلترا علاقاتها الدبلوماسية مع الاتحاد السوفيتي، وفي 7 من شهر يونيو، تعرض السفير السوفيتي بيوتر فويكوف على يد ملكي في وارسو. ونظرًا إلى أنه كان ما يزال هناك عدد قليل من الملكيين والحرس الأبيض ضمن معسكر المعارضة، كان هؤلاء أول من تعرض للقمع. وأفضى قتل فويكوف إلى تدمير تام للملكيين وخلايا الحرس الأبيض في كافة أنحاء الاتحاد السوفيتي. دفع «خطر الحرب» من قبل إنجلترا إلى أعمال إضافية استهدفت المنشقين والمنافسين داخل الحزب. في ذلك الصيف، اعتقلت المفوضية الشعبية للشؤون الداخلية ملكيين وأعضاء من الحرس الأبيض وملاك أراض وتجارًا وكهنة ورجال دين في الأقاليم الرئيسية في زراعة الحبوب. أتاح ذلك لستالين أن يحطم مقاومة مجموعة بوخارين وسن قرار بطرد من تروتسكي وجريجوري زنوفييف من اللجنة المركزية بصفتهم «جواسيس للمعارضة الموحدة».
ونتيجة للصراع داخل الحزب، تمكن ستالين من قمع خصومه. طرد ليون تروتسكي، أحد الشخصيات البازرة في الثورة ومؤسس التروتسكية (اتجاه داخل الماركسية)، من البلاد في عام 1929. وطرد جريجوري زنوفييف أيضًا، إلا أنه سمح له بالعودة إلى الحزب بعد أن أعرب عن ندمه على أعماله. إلا أنه اعتقل في العام 1932 ونفي إلى كازاخستان. يعتقد العديد من المؤرخين أن ستالين وصل إلى السلطة بمفرده بين عامي 1926 و1929. في عام 1929، أعلن ستالين أن تلك السنة هي «سنة التطهير الكبير» وأن الأهداف الاستراتيجية للدولة هي الزراعة الجماعية والتصنيع والثورة الثقافية.

## الأوضاع في أذربيجان
قبل الثورة، تشكل حزبان اشتراكيان ديمقراطيان مسلمان في أذربيجان: هوميت، الذي سينشق لاحقًا إلى جناحين بلشفي ومنشفي، وحزب أدالات، الذي تأسس على أيدي مهاجرين أذربيجانيين جنوبيين. ودخل في منافسة ضدهم حزب موسافات الليبرالي وحزب الاتحاد الإسلامي. كانت الخلافات بين أعضاء حزبي موسافات وحزب هوميت مرتبطة بأصول الحزبين ومكانتهما الاجتماعية أكثر من ارتباطها برؤيتها للعالم. وكان جميع أعضاء حزب هوميت تقريبًا من الفلاحين والمفقرين والأسياد وعمال النفط أو المهاجرين الإيرانيين. وتوحدوا أيضًا بفعل التعليم الذي تلقوه في المدارس التتارية الروسية والمدارس الدينية، وتزايدت العضوية في الحزب من خلال المعارف والأقارب وعلاقات الاعتماد. خلال الحرب الأهلية، كان أعضاء جناح هوميت البلشفي ينشطون في أستراخان، في حين كان الجناح المنشفي يعمل بصورة غير قانونية في باكو. وكان أعضاء هذا الجناح أيضًا ممثلين في برلمان أذربيجان الذي كان يسيطر عليه الموسافات.
في عام 1920، اتحدت أحزاب هوميت وأدالات ولجنة باكو عن حزب العمال الاشتراكي الديمقراطي الروسي تحت اسم الحزب الشيوعي الأذربيجاني. ووفقًا لشهادة أولغا شاتونوفسكايا، فقد كان هناك صراع بين فصيلين: الشيوعيين القوميين بقيادة ناريمان ناريمانوف وبين الأممين الذين كانوا يحاربون التقاليد السابقة. هاجر قادة الجناح اليميني من موسافات إلى بلدان أجنبية، في حين أتيح لأعضاء جناح اليميني أن ينشطوا. على الرغم من تفكك حزب موسافات وتأدية بعض أعضائه لقسم الولاء للحكومة الجديدة، لم تختف الأفكار الموسافاتية. وشغل بعض أعضاء موسافات مناصب هامة في مجلس مدينة باكو ومراكزها التعليمية. وعلى الرغم من إعلان حزب الاتحاد تفككه، بقي الحزب مؤثرًا لفترة طويلة.
في البداية، كان مسلمون يسيطرون على اللجنة الثورية في جمهورية أذربيجان الاشتراكية السوفيتية وعلى مجلس مفوضي الشعب في أذربيجان، وكان يشار إلى هؤلاء المسلمين بأنهم شيوعيون بتوجه قومي. وعلى الرغم من امتلاكهم أكثرية في اللجنة المركزية في مجلس الرئاسة، كان للشيوعيين الروس والأرمن أثر كبير في اللجنة المركزية في أوائل العشرينيات من القرن العشرين. وفقًا للمؤرخ الألماني بابيروفسكي، فإن نفوذ موسكو قد برز من خلال جريجوري كامينسكي وأليكساندر ييغوروف، ولاحقًا من خلال سيرغي كيروف، الذي ترأس اللجنة المركزية للحزب الشيوعي الأذربيجاني لمدة 7 سنوات (1921 - 1926). إلا أن المؤرخة الروسية إيه. كيريلينا لا تقبل سيرغي كيروف بصفته «نائبًا» لموسكو بسبب أن ناريمان ناريمانوف كان القائد الرئيسي في الجمهورية في تلك الفترة. ولم يتمكن مجلس رئاسة باكو من تطبيق قراراته دون موافقة لجنة دولة عموم القوقاز ومكتب القوقاز، الذين لعبا دورًا تنسيقيًا بين اللجنة المركزية في موسكو ومنظمة الحزب الأذربيجانية. سيطر روس وأرمن على لجنة الحزب في مدينة باكو، في حين مُثل الشيوعيون المسلمون بصورة رئيسية في لجان الحزب في المقاطعة وفي مكاتب الدولة. منذ النصف الأول من عشرينيات القرن العشرين، بدأ القلق يساور ستالين حول مزاج الشخصيات الرئيسية (النخب) في الأحزاب الوطنية.